# Peter Fatialofa
Papali'itele Peter Momoe Fatialofa (Samojsky: Pita Fatialofa 26. dubna 1959 Auckland – 6. listopadu 2013 Apia) byl samojský ragbista, který hrál jako pilíř. V roce 2019 byl jmenován do Světové ragbyové síně slávy. V roce 1996 obdržel Řád britského impéria. Za Samou odehrál 34 zápasů a připsal si 15 bodů (1988–1996). Na MS 1991 a MS 1995 byl kapitánem Samoy a v obou případech pomohl k postupu do čtvrtfinále. Šestkrát se stal vítězem novozélandské ligy s Aucklandem (1984, 1985, 1987-1990).
Po konci své hráčské kariéry se dal na trénování. Na MS 1999 a MS 2007 byl asistentem samojské reprezentace. Pomohl ženské reprezentaci Samoy se kvalifikovat na MS 2014. V roce 2002 trénoval King Country a v letech 2012 a 2013 East Tamaki RFC. Zemřel na srdeční infarkt během rozhovoru v rádiu. Měl osm dětí. Živil se jako stěhovák nábytku a pian.

## Klubová kariéra
- 1984–1992 Auckland
- 1994–1996 Counties Manukau